# Scinax curicica
Scinax curicica (tên tiếng Anh: Lanceback Treefrog) là một loài nhái bén trong Họ Nhái bén. Chúng là loài đặc hữu của Brasil.
Các môi trường sống tự nhiên của chúng là đồng cỏ ở cao nhiệt đới hoặc cận nhiệt đới, sông có nước theo mùa, và đầm nước ngọt có nước theo mùa.